# 유엔 총회 의장
유엔 총회 의장(President of the United Nations General Assembly)는 유엔 총회에서 대표들에 의하여 뽑히는 직위이다.

## 선거

유엔 총회 의장을 선출한 나라들의 위치 (초록색)

총회가 개회하는 9월 초반에 모든 해를 위하여 계획이 잡히며, 다음 해에 여러 특별 혹은 긴급 특별 총회들이 유엔 총회의 의장에 의하여 인솔된다. 의장직은 5개의 지리적 조합(아프리카, 아시아·태평양, 동유럽, 라틴 아메리카·카리브해, 서유럽·기타) 사이에 1년마다 교대한다.
세계적으로 그들의 권력적인 위상을 이유로 중국, 프랑스, 일본, 러시아, 영국, 미국과 같이 가장 크고 가장 권력적인 어떤 나라들은 전혀 의장직을 맡지 않았다. 특히 유엔 안전 보장 이사회의 상임이사국이 유엔 총회의 의장으로 지내지 않은 관례이다. 여기에는 특별 및 비상 특별 총회는 포함되지 않는다.
유엔 총회의 의장으로서 2번이나 선출된 나라는 아르헨티나, 칠레, 에콰도르, 헝가리, 나이지리아 5개국 뿐이며, 모든 다른 회원국들은 이 의장직을 보유한 자신들의 국적에 의하여 단 1번을 지냈다. 이 일은 유엔 총회의 특별과 긴급 특별 개회 중임을 포함하지 않는다. 독일은 동독과 서독으로 분단되어 있던 동안에 각각 1차례씩 의장직을 맡았으며, 재통일 이후에는 1차례씩 맡았다.

## 역대 유엔 총회 의장
| 선출 연도 | 의장 이름                      | 유엔 회원국       | 지역                   | 총회                                                                          |
| --------- | ------------------------------ | ----------------- | ---------------------- | ----------------------------------------------------------------------------- |
| 1946년    | 폴앙리 스파크                  | 벨기에            | 서유럽                 | 제1차 총회                                                                    |
| 1947년    | 오즈와우두 아라냐              | 브라질            | 라틴 아메리카          | 제1차 특별 총회 제2차 총회                                                    |
| 1948년    | 호세 아르세                    | 아르헨티나        | 라틴 아메리카          | 제2차 특별 총회                                                               |
| 1948년    | 허버트 에바트                  | 오스트레일리아    | 기타                   | 제3차 총회                                                                    |
| 1949년    | 카를로스 P. 로물로             | 필리핀            | 아시아                 | 제4차 총회                                                                    |
| 1950년    | 나스롤라 엔테잠                | 이란              | 아시아                 | 제5차 총회                                                                    |
| 1951년    | 루이스 파딜라 네르보           | 멕시코            | 라틴 아메리카          | 제6차 총회                                                                    |
| 1952년    | 레스터 B. 피어슨               | 캐나다            | 기타                   | 제7차 총회                                                                    |
| 1953년    | 비자야 락슈미 판디트           | 인도              | 기타                   | 제8차 총회, 첫 여성 의장                                                      |
| 1954년    | 엘코 판 클레펜스               | 네덜란드          | 서유럽                 | 제9차 총회                                                                    |
| 1955년    | 호세 마사 페르난데스           | 칠레              | 라틴 아메리카          | 제10차 총회                                                                   |
| 1956년    | 루데신도 오르테가              | 칠레              | 라틴 아메리카          | 제1차 긴급 특별 총회 제2차 긴급 특별 총회                                     |
| 1956년    | 완 와이타야꼰                  | 태국              | 아시아                 | 제11차 총회                                                                   |
| 1957년    | 레슬리 먼로                    | 뉴질랜드          | 기타                   | 제12차 총회 제3차 긴급 특별 총회                                              |
| 1958년    | 샤를 말리크                    | 레바논            | 중동                   | 제13차 총회                                                                   |
| 1959년    | 빅토르 안드레스 벨라운데       | 페루              | 라틴 아메리카          | 제14차 총회 제4차 긴급 특별 총회                                              |
| 1960년    | 프레더릭 볼런드                | 아일랜드          | 서유럽                 | 제15차 총회 제3차 특별 총회                                                   |
| 1961년    | 몽기 슬림                      | 튀니지            | 중동                   | 제16차 총회                                                                   |
| 1962년    | 무하마드 자파룰라 칸           | 파키스탄          | 기타                   | 제17차 총회 제4차 특별 총회                                                   |
| 1963년    | 카를로스 소사 로드리게스       | 베네수엘라        | 라틴 아메리카          | 제18차 총회                                                                   |
| 1964년    | 앨릭스 퀘이슨새키              | 가나              | 아프리카               | 제19차 총회                                                                   |
| 1965년    | 아민토레 판파니                | 이탈리아          | 서유럽                 | 제20차 총회                                                                   |
| 1966년    | 압둘 라만 파즈와크             | 아프가니스탄      | 아시아                 | 제21차 총회 제5차 특별 총회 제5차 긴급 특별 총회                              |
| 1967년    | 코르넬리우 머네스쿠            | 루마니아          | 동유럽                 | 제22차 총회                                                                   |
| 1968년    | 에밀리오 아레날레스 카탈란     | 과테말라          | 라틴 아메리카·카리브해 | 제23차 총회                                                                   |
| 1969년    | 앤지 브룩스                    | 라이베리아        | 아프리카               | 제24차 총회                                                                   |
| 1970년    | 에드바르 함브로                | 노르웨이          | 서유럽·기타            | 제25차 총회                                                                   |
| 1971년    | 아담 말릭                      | 인도네시아        | 아시아                 | 제26차 총회                                                                   |
| 1972년    | 스타니스와프 트레프친스키      | 폴란드            | 동유럽                 | 제27차 총회                                                                   |
| 1973년    | 레오폴도 베니테스              | 에콰도르          | 라틴 아메리카·카리브해 | 제28차 총회 제6차 특별 총회                                                   |
| 1974년    | 압델라지즈 부테플리카          | 알제리            | 아프리카               | 제29차 총회 제7차 특별 총회                                                   |
| 1975년    | 가스통 토른                    | 룩셈부르크        | 서유럽                 | 제30차 총회                                                                   |
| 1976년    | 해밀턴 셜리 아메라싱게         | 스리랑카          | 아시아                 | 제31차 총회                                                                   |
| 1977년    | 라자르 모이소프                | 유고슬라비아      | 동유럽                 | 제32차 총회 제8차 특별 총회 제9차 특별 총회 제10차 특별 총회                  |
| 1978년    | 인달레시오 리에바토            | 콜롬비아          | 라틴 아메리카·카리브해 | 제33차 총회                                                                   |
| 1979년    | 살림 아흐메드 살림             | 탄자니아          | 아프리카               | 제34차 총회 제6차 긴급 특별 총회 제7차 긴급 특별 총회 제11차 특별 총회        |
| 1980년    | 뤼디거 폰 베흐마르             | 서독              | 서유럽                 | 제35차 총회 제8차 긴급 특별 총회                                              |
| 1981년    | 이스마트 T. 키타니             | 이라크            | 아시아                 | 제36차 총회 제7차 긴급 특별 총회 (계속) 제9차 긴급 특별 총회 제12차 특별 총회 |
| 1982년    | 홀러이 임레                    | 헝가리            | 동유럽                 | 제37차 총회                                                                   |
| 1983년    | 호르헤 일루에카                | 파나마            | 라틴 아메리카·카리브해 | 제38차 총회                                                                   |
| 1984년    | 폴 J. F. 루사카                | 잠비아            | 아프리카               | 제39차 총회                                                                   |
| 1985년    | 하이메 데 피니에스             | 스페인            | 서유럽                 | 제40차 총회 제13차 특별 총회                                                  |
| 1986년    | 후마윤 라시드 초우두리         | 방글라데시        | 아시아                 | 제41차 총회 제14차 특별 총회                                                  |
| 1987년    | 페터 플로린                    | 동독              | 동유럽                 | 제42차 총회 제15차 특별 총회                                                  |
| 1988년    | 단테 카푸토                    | 아르헨티나        | 라틴 아메리카·카리브해 | 제43차 총회                                                                   |
| 1989년    | 조지프 난벤 가르바             | 나이지리아        | 아프리카               | 제44차 총회 제16차 특별 총회 제17차 특별 총회 제18차 특별 총회                |
| 1990년    | 귀도 데마르코                  | 몰타              | 서유럽                 | 제45차 총회                                                                   |
| 1991년    | 사미르 시하비                  | 사우디아라비아    | 아시아                 | 제46차 총회                                                                   |
| 1992년    | 스토얀 가네프                  | 불가리아          | 동유럽                 | 제47차 총회                                                                   |
| 1993년    | 루디 인새널리                  | 가이아나          | 라틴 아메리카·카리브해 | 제48차 총회                                                                   |
| 1994년    | 아마라 에시                    | 코트디부아르      | 아프리카               | 제49차 총회                                                                   |
| 1995년    | 디오구 데 프레이타스 두 아마랄 | 포르투갈          | 서유럽·기타            | 제50차 총회                                                                   |
| 1996년    | 라잘리 이스마일                | 말레이시아        | 아시아                 | 제51차 총회 제10차 긴급 특별 총회 제19차 특별 총회                            |
| 1997년    | 헨나디 우도벤코                | 우크라이나        | 동유럽                 | 제52차 총회 제10차 긴급 특별 총회 (계속) 제20차 특별 총회                     |
| 1998년    | 디디에르 오페르티              | 우루과이          | 라틴 아메리카·카리브해 | 제53차 총회 제10차 긴급 특별 총회 (계속) 제21차 특별 총회                     |
| 1999년    | 테오벤 구리랍                  | 나미비아          | 아프리카               | 제54차 총회 제22차 특별 총회 제23차 특별 총회 제24차 특별 총회                |
| 2000년    | 하리 홀케리                    | 핀란드            | 서유럽·기타            | 제55차 총회 제10차 긴급 특별 총회 (계속) 제25차 특별 총회 제26차 특별 총회    |
| 2001년    | 한승수                         | 대한민국          | 아시아                 | 제56차 총회 제10차 긴급 특별 총회 (계속)                                      |
| 2002년    | 얀 카반                        | 체코              | 동유럽                 | 제57차 총회 제10차 긴급 특별 총회 (계속)                                      |
| 2003년    | 줄리언 헌티                    | 세인트루시아      | 라틴 아메리카·카리브해 | 제58차 총회 제10차 긴급 특별 총회 (계속)                                      |
| 2004년    | 장 핑                          | 가봉              | 아프리카               | 제59차 총회                                                                   |
| 2005년    | 얀 엘리아손                    | 스웨덴            | 서유럽·기타            | 제60차 총회                                                                   |
| 2006년    | 하야 라셰드 알할리파           | 바레인            | 아시아                 | 제61차 총회 제10차 긴급 특별 총회 (계속)                                      |
| 2007년    | 스르잔 케림                    | 마케도니아 공화국 | 동유럽                 | 제62차 총회                                                                   |
| 2008년    | 미겔 데스코토 브로크만         | 니카라과          | 라틴 아메리카·카리브해 | 제63차 총회                                                                   |
| 2009년    | 알리 트레키                    | 리비아            | 아프리카               | 제64차 총회                                                                   |
| 2010년    | 요제프 다이스                  | 스위스            | 서유럽·기타            | 제65차 총회                                                                   |
| 2011년    | 나시르 엘나세르                | 카타르            | 아시아                 | 제66차 총회                                                                   |
| 2012년    | 부크 예레미치                  | 세르비아          | 동유럽                 | 제67차 총회                                                                   |
| 2013년    | 존 윌리엄 애시                 | 앤티가 바부다     | 라틴 아메리카·카리브해 | 제68차 총회                                                                   |
| 2014년    | 샘 쿠테사                      | 우간다            | 아프리카               | 제69차 총회                                                                   |
| 2015년    | 모겐스 뤼케토프트              | 덴마크            | 서유럽·기타            | 제70차 총회                                                                   |
| 2016년    | 피터 톰슨                      | 피지              | 아시아·태평양          | 제71차 총회                                                                   |
| 2017년    | 미로슬라우 라이차크            | 슬로바키아        | 동유럽                 | 제72차 총회                                                                   |
| 2018년    | 마리아 페르난다 에스피노사     | 에콰도르          | 라틴 아메리카·카리브해 | 제73차 총회                                                                   |
| 2019년    | 티자니 무하마드반데            | 나이지리아        | 아프리카               | 제74차 총회                                                                   |
| 2020년    | 볼칸 보즈크르                  | 튀르키예          | 서유럽·기타            | 제75차 총회                                                                   |
| 2021년    | 압둘라 샤히드                  | 몰디브            | 아시아·태평양          | 제76차 총회 제11차 긴급 특별 총회                                             |
| 2022년    | 쾨뢰시 처버                    | 헝가리            | 동유럽                 | 제77차 총회                                                                   |
| 2023년    | 데니스 프랜시스                | 트리니다드 토바고 | 라틴 아메리카·카리브해 | 제78차 총회                                                                   |
| 2024년    | 필레몽 양                      | 카메룬            | 아프리카               | 제79차 총회                                                                   |
| 2025년    | 아날레나 베어보크              | 독일              | 서유럽·기타            | 제80차 총회                                                                   |